# Mas del Torres (Reus)
El Mas del Torres és una masia de Reus (Baix Camp) situada a la partida d'Aigüesverds, al camí del Mas de Guardià. Se'l coneix també com a Mas Nou de Messies, i abans com a Mas de l'Argilaga.

## Descripció
El mas és un conjunt situat de forma lineal. La construcció principal és al centre, té planta rectangular i volum senzill, amb tres plantes d'alçada i una coberta amb teulada a dues aigües. Al costat esquerre, del cos principal, hi ha una ampliació del mas, amb dues plantes d'alçada i una coberta plana. Al costat dret, s'hi annexa un cobert de planta baixa, de forma gairebé quadrada. La façana del cos principal té una composició ordenada per un eix central, que passa per la porta d'accés i les finestres superiors. L'eix acaba al carener de la teulada. Les façanes dels cossos annexats, segueixen l'ordenació marcada per la façana principal. A la finca hi ha una bassa.
L'estat actual del mas i de la bassa, és bo. Davant del mas hi ha una placeta.